# Astichus pulchrilineatus
Astichus pulchrilineatus är en stekelart som beskrevs av Charles Joseph Gahan 1927. Astichus pulchrilineatus ingår i släktet Astichus och familjen finglanssteklar. Inga underarter finns listade.